# Roy Jay Glauber

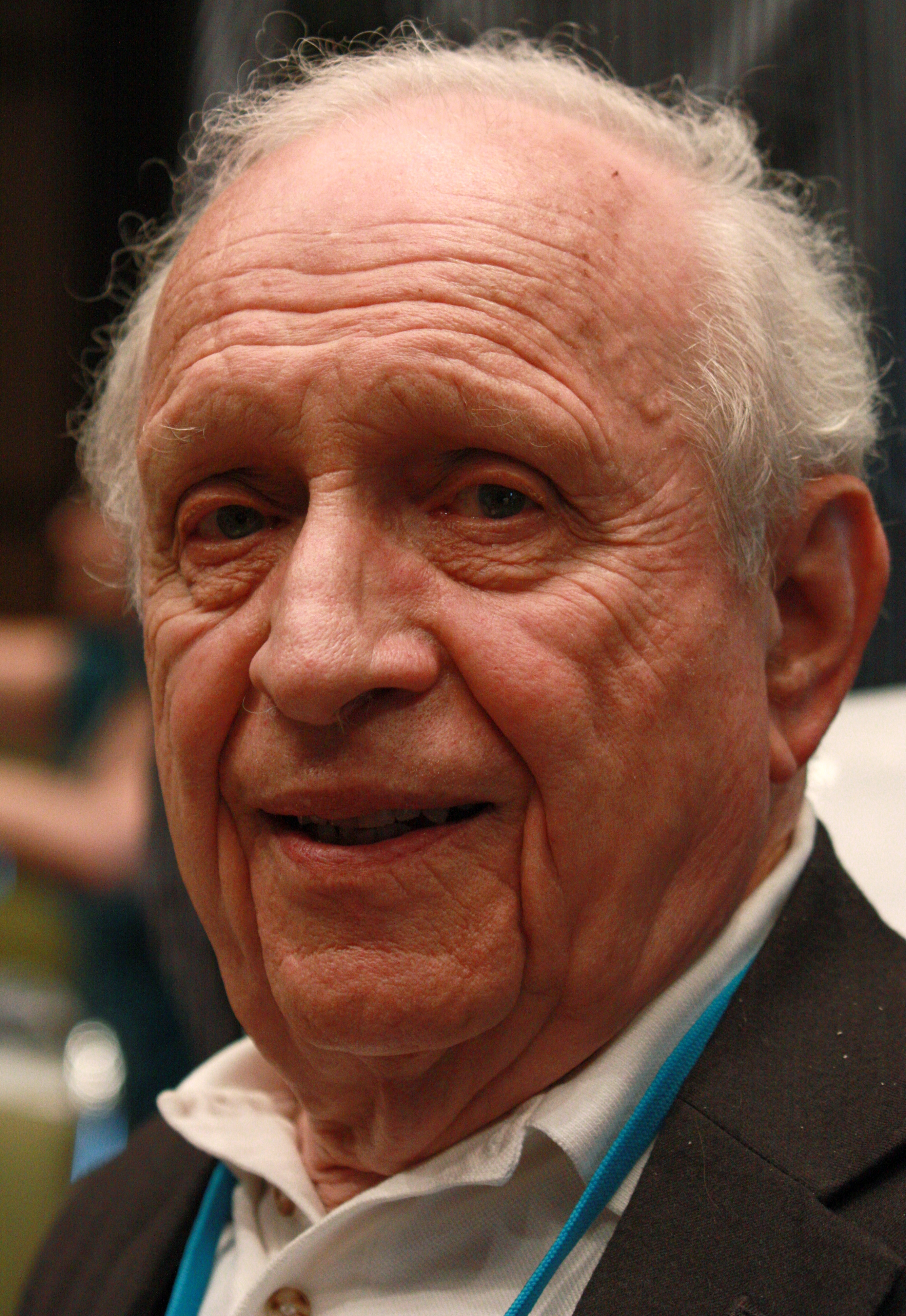
Glauber beim Lindauer Nobelpreisträgertreffen 2012

Roy Jay Glauber (* 1. September 1925 in New York City, New York, USA; † 26. Dezember 2018 in Newton, Massachusetts) war ein US-amerikanischer Physiker. Er war Mallinckrodt Professor of Physics an der Harvard University und erhielt 2005 den Nobelpreis für Physik.

## Leben
Glauber absolvierte die High School in New York als einer der Ersten an der 1938 gegründeten Bronx High School of Science, einer berühmten öffentlichen Eliteschule. 1940 gewann er mit Fotos, die er durch selbstgebaute Teleskope und Spektroskope schoss, einen Wissenschaftspreis für Schüler der Westinghouse Corporation, und auch mit seinen selbst gebauten Spektroskopen gewann er 1939 Preise. Außerdem war er in den 1930er Jahren in Dorothy Bennetts „Junior Astronomy Club“ aktiv, der dem New Yorker Planetarium angegliedert war. Nach seinem Schulabschluss 1941 studierte er an der Harvard University.
Im Zweiten Weltkrieg war er Mitarbeiter in der theoretischen Abteilung am Manhattan-Projekt, wo er sich mit der genaueren Berechnung kritischer Massen befasste. Er machte in Harvard seinen Bachelor of Science 1946 und wurde 1949 bei Julian Schwinger über ein Thema der Quantenfeldtheorie promoviert. Danach war er am Institute for Advanced Study und in Zürich bei Wolfgang Pauli, bevor er auf Vermittlung Robert Oppenheimers seine erste Lehrposition am Caltech in Pasadena erhielt in Vertretung Richard Feynmans, der ein Jahr nach Brasilien ging. In der Mitarbeit an der dortigen Forschungsgruppe um Linus Pauling erwachte sein Interesse an der Streutheorie. Ab Ende der 1950er Jahre befasste er sich zunehmend mit der Physik der damals neu entwickelten Maser und Laser.
Ab 1976 war er Professor an der Harvard University und ab 1988 Professor der optischen Fakultät an der University of Arizona. Glauber war während seiner Karriere unter anderem Gastprofessor bzw. Professor am CERN, an der Universität Leiden und am Collège de France in Paris.
Er war ab 1961 Mitglied der American Academy of Arts and Sciences und ab 1988 der National Academy of Sciences. 2012 wurde er zum auswärtigen Mitglied der Academia Europaea gewählt.
Glauber heiratete 1960 und hatte zwei Kinder. Er starb Ende 2018 im Alter von 93 Jahren.

## Wirken
Roy Jay Glauber forschte auf dem Gebiet der Quantenoptik. Er erforschte unter anderem die Physik kohärenter Strahlung, wo er eine Formel für kohärente Zustände entwickelte, die ihm zu Ehren auch Glauber-Zustände genannt werden. Des Weiteren befasste er sich mit der Streuung hochenergetischer Teilchen, z. B. von Hadronen an Kernen, bei denen die Wellenlänge der Streu-Teilchen kleiner (oder in etwa gleich) als die Reichweite der Wechselwirkung mit den Teilchen im Target – dem Objekt, an dem gestreut wird – ist, ähnlich Beugungsphänomenen in der Optik, nur mit Einschluss inelastischer Streuung (Glauber-Theorie). Außerdem bewegt sich in der Optik das Target in typischen Problemen nicht, und man hat bei aus Hadronen zusammengesetzten gebundenen Zuständen des Targets (Atomkernen) in der Regel ein Vielteilchenproblem.
Im Jahre 2005 erhielt er die Hälfte des Nobelpreises für Physik, während die andere Hälfte an John L. Hall und Theodor W. Hänsch ging. 1996 erhielt er den Dannie-Heineman-Preis für mathematische Physik.

## Sonstiges
Bis zu seinem Tod fungierte er als „Besenmeister“ beim Ig-Nobelpreis, dem die Aufgabe zukam, die Papierflieger zu beseitigen, mit denen die Preisträger bei der Verleihung beworfen wurden – nur im Jahr 2005, als er selbst den Nobelpreis erhielt, konnte er das Amt nicht ausfüllen.
Als Zeitzeuge spricht er über das Manhattan-Projekt unmittelbar vor August 1945 in der Dokumentation von Lucy van Beek: Hiroshima: The real History. GB, 2015, 95 Min, Brook Lapping Productions.

## Veröffentlichungen
- Quantum Theory of Optical Coherence: Selected Papers and Lectures. Wiley-VCH, Weinheim 2007. ISBN 978-3527406876.
- The Quantum Theory of Optical Coherence. Phys. Rev. 130, 2529–2539 (1963).
- Theory of high energy hadron-nucleus collisions. 3. International Conference of High Energy Physics and Nuclear Structure 1969. S. 207.
- mit Per Osland: Asymptotic Diffraction Theory and Nuclear Scattering, Cambridge UP 2019